# Меморијални комплекс палим борцима Револуције
|  | Овај чланак је део чланка о Споменицима посвећеним Народноослободилачкој борби 1941—1945. |

Меморијални комплекс „Палим борцима Револуције“ је спомен-комплекс у саставу тврђаве Исар изнад града Штипа, посвећен палим борцима НОВЈ из града и околице.

## Опис
Прву награду за израду спомен комплекса освојио је архитекта Богдан Богдановић. Изградња комплекса почела је 1969, а завршена 1974. године.
На узвисини се налази дванаест квадратних монументалних блокова од прилепског белог мермера, сваки висине 2.2 метра, постављених на посебне носаче. Сваки блок украшен је јединственом геометријском орнаментиком по узору на розете. Ови орнаменти симбол су локалне вештине израде накита. Неки историчари уметности их описују и као соларне амблеме или стилизоване главице мака.
На централном блоку исписани су стихови песника Аце Шопова, посвећени палим борцима:
| Тука е тој оган под овие улави води, под овој бигор животот што го плоди. Под овој венец со сончеви глави, под оваа далга со карпи што се дави. Со него за убост поубав е цветот, без него за цел свет посиромав светот. Крстот ни е лесен, пепелта не ни е лесна мртвите живеат со нас и со нашата песна. |

Сви ови елементи налазе се на узвисини, а до њих се долази на симболичан начин преко врата, односно два блока од белог мермера, украшена орнаментима. До узвисине воде степенице уз које су са леве и десне стране поређане стилизовани мермерни кенотафи на којима су исписана имена свих 814 палих бораца, сахрањених унутар комплекса.
Код меморијалног комплекса се сваке године одржавају комеморације поводом 11. октобра (Дан устанка народа Македоније), 23. октобра (Дан македонске револуционарне борбе) и 8. новембра (Дан ослобођења Штипа од фашизма).

## Галерија
- врата на улазу у комплекс
- степенице и кенотафи с именима палих бораца
- централни блок
- стихови Аце Шопова